# Internationale Musiktage Hessen Main-Taunus Hofheim
Internationale Musiktage Hessen Main-Taunus Hofheim nennt sich eine mehrtägige Musikveranstaltung mit internationaler künstlerischer Beteiligung, die in jährlichem Turnus nahe Frankfurt am Main stattfindet. Sie wird unter anderen durch das Land Hessen, den Main-Taunus-Kreis und die Stadt Hofheim am Taunus gefördert.

## Geschichte
Die 1983 von dem deutschen Geiger und Musikpädagogen Alois Kottmann und der Stadt Hofheim am Taunus begründete Musikveranstaltung sieht sich ganz in der Tradition des klassischen Violin- und Klavierspiels.
Bis zur Öffnung des Eisernen Vorhangs haben sich die Organisatoren der Veranstaltung intensiv darum bemüht, Kontakte zu Studierenden aus osteuropäischen Staaten herzustellen und zu vertiefen. Aus diesen Anfangsjahren stammt die Initiative, dass viele Bürger am Kurs- und Veranstaltungsort kostenfreies Logis zur Verfügung stellen.
Die Kursteilnehmer konnten dadurch sowohl untereinander als auch zu den förderungsbereiten Bürgern ein positives und motivierendes Verhältnis aufbauen, das unter anderem zu einem hohen künstlerischen Niveau geführt hat. Die Internationalen Musiktage Hessen Main-Taunus Hofheim haben daher ein besonderes Flair entwickeln können, dem sich alle Beteiligten verbunden fühlen.
An den Internationalen Musiktagen Hessen Main-Taunus Hofheim nehmen die Ensembles Collegium Instrumentale Alois Kottmann und die Kottmann-Streicher regelmäßig teil.

## Ziel
Die Veranstaltung verfolgt das Ziel, das klassische Spiel der Violine und des Klaviers zu lehren und es in zwei Konzerten, einem Eröffnungskonzert der Lehrenden und einem Abschlusskonzert der Kursteilnehmer, der breiten Öffentlichkeit zu präsentieren.
Gleichzeitig haben die Initiatoren es sich zur Aufgabe gestellt, Menschen aus vielen Regionen innerhalb und außerhalb Europas auf künstlerischer und sozialer Ebene zusammenzuführen.
Ein öffentliches musikwissenschaftliches Symposium widmet sich im Rahmen der Veranstaltung jährlich wechselnder Thematik zu Aufführungspraxis, Musikpädagogik und musikwissenschaftlichen Fragen.

## Kurse
Die Kurse für Violine und Klavier finden täglich öffentlich statt, können also von interessierten Zuschauern besucht werden. Eine Altersbegrenzung für Kursteilnehmer besteht nicht, sie sollten jedoch mindestens auf dem Niveau eines fortgeschrittenen Musikstudenten spielen, Instrumentallehrer oder Berufsmusiker sein.
Leiter des Violinkurses der Internationalen Musiktage Hessen Main-Taunus Hofheim ist Alois Kottmann.
Leiter des Klavierkurses ist Günter Ludwig, einer der profiliertesten Pianisten seiner Generation.
Den Kursteilnehmern steht ein Kammerorchester zur Verfügung, das ihnen Gelegenheit bietet, sich im orchestralen Zusammenspiel zu erproben. Dabei bilden die Violin- und Klavierkonzerte von Johann Sebastian Bach und Wolfgang Amadeus Mozart einen Schwerpunkt. Das Kammerorchester Kottmann-Streicher unter der Leitung von Boris Kottmann gestaltet gemeinsam mit den Kursteilnehmern das Abschlusskonzert der Internationalen Musiktage Hessen Main-Taunus Hofheim.

## Fundraising
Der auf einem Fonds von Ottilie Kunz und Josef Kunz basierende Förderverein Internationale Musiktage Hessen Main-Taunus Hofheim e. V. trägt die Veranstaltung zu einem wesentlichen Teil mit, sowohl durch persönliches Engagement der Mitglieder als auch durch finanzielle Unterstützung.

## Sponsoring
Eine ganze Reihe von Sponsoren zählen zu den Förderern der Veranstaltung, so das Hessische Ministerium für Wissenschaft und Kunst, die Volksbank Main-Taunus (Frankfurter Volksbank), die Stadt Hofheim am Taunus sowie regionale Unternehmen.

## Alois-Kottmann-Preis
Hauptartikel: Alois-Kottmann-Preis
Im Rahmen der Internationalen Musiktage Hessen Main-Taunus Hofheim wird alljährlich der mit 3.000 Euro dotierte Alois-Kottmann-Preis für klassisches sangliches Violinspiel vergeben. Die Verleihung des Preises erfolgt in Kooperation mit der Stadt Frankfurt am Main durch die Oberbürgermeisterin Petra Roth. Die Anmeldung und Teilnahme zum Alois-Kottmann-Preis ist unabhängig von der Kursteilnahme.